# یون نام جین
یون نام جین (윤남진، متولد ۵ اوت ۱۹۶۲) (به انگلیسی: Yun Nam-jin) ورزشکار کره جنوبی در رشته شمشیربازی است. او در مسابقات فردی و تیمی فینال قهرمانی اپه در ۱۹۸۴ میلادی و بازی‌های المپیک تابستانی ۱۹۸۴ مقام آورد. او مقام ۲۸ و ۳۳ را به صورت انفرادی و هفتم تیمی را برای کره جنوبی به ارمغان آورد.